# Бен 10 срещу Вселената: Филмът
„Бен 10 срещу Вселената: Филмът“ (на английски: Ben 10 Versus The Universe: The Movie) е американски супергеройски анимационен филм от 2020 г., базиран на телевизионния сериал „Бен 10“, който служи като ребуут на оригиналния едноименен сериал през 2005 г., създаден от Мен Оф Екшън. Режисиран от Хенрик Джардим и Джон Макинтайър по сценарий на Бенджамин Лейн, Челси Макалърни, Джони Ву, Андре ЛаМилза, Джон Мартинез, Джош Ким, Сара Визел, Бенджамин Кароу и Кели Търнбул, озвучаващия състав се състои от Тара Стронг, Монц Ернандес, Дейвид Кей, Грег Сайпс, Юри Лоуентал, Джон Димаджо и други. Събитията на филма се развиват след последния епизод на сериала. В този филм, Бен пътува в космоса, за да спре новата заплаха, която може да завладее Земята до тотално разрушение.
Новият филм за „Бен 10“ е официално обявен през февруари 2020 г. Първият трейлър на филма бе показан на на 23 юли 2020 г. в домашния Сан Диего Комик-Кон, като заместник на годишното издание, който бе отменен по време на пандемията от COVID-19. Премиерата му е по Картун Нетуърк на 10 октомври 2020 г., един ден след излизането на новата видеоигра, наречена Ben 10: Power Trip.

## Актьорски състав
- Тара Стронг – Бен Тенисън
- Монц Ернандес – Гуен Тенисън
- Дейвид Кей – Дядо Макс
- Джон Димаджо – Четириръкия
- Грег Сайпс – Кевин Левин
- Юри Лоуентал – Вилгакс
- Роджър Крейг Смит – Император Милеус
- Дарил Сабара – Хийтбласт
- Тод Хабъркон – Слапбек
- Дий Брадли Бейкър – Джетрей
- Том Кени – Полар Туейн
- Джош Кийтън – XLR8

## Производство
През февруари 2020 г. Картун Нетуърк официално обяви, че новият филм за „Бен 10“ е в производство.

## Премиера

### Телевизия
Премиерата на филма е излъчена по всички канали на Картун Нетуърк по целия свят на 10 октомври 2020 г.

### Домашна употреба
Филмът е пуснат дигитално на 11 октомври 2020 г., един ден след телевизионната му премиера, и също е пуснат на DVD от 27 октомври 2020 г., издаден от Уорнър Брос Хоум Ентъртейнмънт.

## В България
В България филмът е излъчен на същата дата по локалната версия на Картун Нетуърк с български нахсинхронен дублаж, записан в студио „Про Филмс“.

### Нахсинхронен дублаж
| Роля          | Изпълнител            |
| ------------- | --------------------- |
| Бен Тенисън   | Елисавета Господинова |
| Гуен Тенисън  | Ралица Стоянова       |
| Дядо Макс     | Росен Пенчев          |
| Хийтбласт     | Николай Пърлев        |
| Фил           | Николай Пърлев        |
| Четириръкия   | Георги Иванов         |
| Слапбек       | Антон Порязов         |
| Други гласове | Георги Стоянов        |